# Francisco Evangelista
Francisco Evangelista de Freitas (Alexandria, RN, 21 de fevereiro de 1937) é um advogado, professor e político brasileiro, outrora deputado federal pela Paraíba.

## Biografia
Filho de Manuel Vitoriano de Freitas e Ermínia Evangelista de Sousa. Advogado formado em 1963 pela Universidade Federal da Paraíba, tornou-se mestre em Administração pela Fundação Getúlio Vargas dez anos mais tarde e em 1977 fez um curso de especialização na Universidade de Madri. De volta ao Brasil tornou-se diretor e professor adjunto do Departamento de Administração da Universidade Federal da Paraíba, além de diretor-geral do Tribunal Regional Eleitoral da Paraíba. Presidente da Companhia de Processamento de Dados da Paraíba durante o governo Dorgival Terceiro Neto, foi subsecretário de Planejamento e subchefe da Casa Civil no primeiro governo Tarcísio Burity.
Vinculado politicamente a Wilson Braga, elegeu-se deputado estadual pelo PDS em 1982 sendo reeleito via PFL em 1986. Ingressou no PDT no curso do mandato e por esta legenda foi eleito deputado federal em 1990. Em sua passagem por Brasília ausentou-se quando a Câmara dos Deputados decidiu pela admissibilidade do processo de impeachment de Fernando Collor em 1992. Candidato a governador da Paraíba em 1994 via PPR, não passou do primeiro turno. Após uma passagem pelo PPB retornou ao PFL, mas foi derrotado ao candidatar-se a deputado estadual no pleito seguinte.
Nos anos vindouros ocupou diferentes cargos públicos: delegado federal do Ministério da Agricultura na Paraíba no segundo governo do presidente Fernando Henrique Cardoso, representou o Ministério dos Transportes como titular do Conselho de Autoridade Portuária do Porto de Cabedelo por dois anos a partir de 2006 e foi secretário de Infraestrutura no segundo mandato do governador Cássio Cunha Lima.